# فهرست قنات‌های شهرستان کرمان
جدول زیر براساس آمار وزارت جهاد کشاورزی تهیه شده‌است. فهرست زیر قنات‌های شهرستان کرمان در استان کرمان را نشان می‌دهد.
| نام قنات  | موقعیت                         | نزدیک‌ترین روستا | طول قنات (متر) | تعداد میله چاه | عمق مادر چاه | دبی (لیتر بر ثانیه) | سطح زیر کشت (هکتار) |
| --------- | ------------------------------ | --------------- | -------------- | -------------- | ------------ | ------------------- | ------------------- |
| خلیل اباد | بخشی نامعلوم در شهرستان سیرجان |                 | 25km           |                | 170          | 35                  | 220                 |